# Calatabiano
Calatabiano ist eine Gemeinde der Metropolitanstadt Catania in der Region Sizilien in Italien mit 5118 Einwohnern (Stand 31. Dezember 2023).

## Lage und Daten
Calatabiano liegt 44 km nördlich von Catania am nordöstlichen Hang des Ätnas. Die Einwohner arbeiten größtenteils in der Landwirtschaft.
Die Nachbargemeinden sind Castiglione di Sicilia, Fiumefreddo di Sicilia, Giardini-Naxos, Linguaglossa, Piedimonte Etneo und Taormina.

## Geschichte
Die Araber errichteten während ihrer Herrschaft auf Sizilien hier ein Schloss. Aus dem Arabischen leitet sich auch der Ortsname ab, der Schloss von Biano bedeutet. Der Ort entwickelte sich im Umfeld des Schlosses und besaß eine strategisch wichtige Rolle, da er das Tal des Flusses Alcantara beherrschte.

## Sehenswürdigkeiten
- Schloss aus arabischer Zeit, später mehrmals umgebaut
- Kirche San Filippo Siriaco, gebaut 1484